# يوليوس فيرست
يوليوس فيرست (بالألمانية: Julius Fürst)‏ هو أستاذ جامعي ومؤرخ ومترجم ألماني، ولد في 12 مايو 1805 في Żerków ‏ في بولندا، وتوفي في 9 فبراير 1873 في لايبزيغ في ألمانيا.